# Rhyacichthys guilberti
Rhyacichthys guilberti är en fiskart som beskrevs av Dingerkus och Bernard Séret 1992. Rhyacichthys guilberti ingår i släktet Rhyacichthys och familjen Rhyacichthyidae. IUCN kategoriserar arten globalt som otillräckligt studerad. Inga underarter finns listade i Catalogue of Life.